# Emilie Lachaud de Loqueyssie
Emilie Lachaud de Loqueyssie, geb. Hebenstreit (* 10. April 1793 in Dresden; † 18. November 1863 in Paris) war eine deutsche Künstlerin, die hauptsächlich Porträts und Miniaturen malte.

## Leben und Wirken

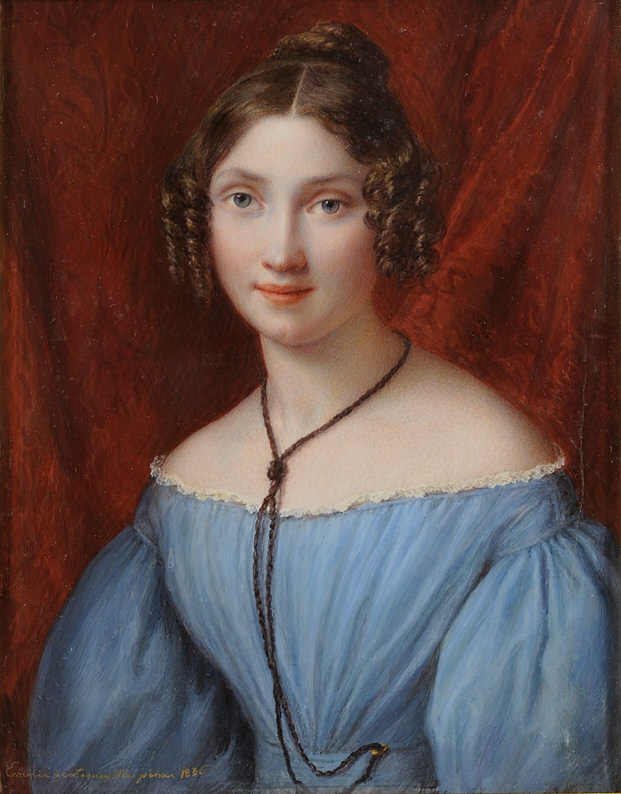
Porträt einer jungen Dame (1836)

In den Jahren 1808, 1810 und 1812 stellte sie ihre Werke in den Ausstellungen der Dresdner Kunstakademie aus und war ab 21. Januar 1821 Mitglied der Akademie. Ihre Kopie der Sixtinischen Madonna von Raffael wurde 2010 bei Christie’s verkauft.
Am 18. April 1814 heiratete sie in Dresden den Franzosen Antoine Jean-Baptiste Lachaud de Loqueyssie (1782–1872). Ihr Sohn François Henri Jean-Baptiste Émile Lachaud de Loqueyssie wurde 1815 in Paris geboren. Im Jahr 1829 eröffnete sie zusammen mit ihrem Ehemann in Dresden eine Schule für Mädchen. Ein 1834 angefertigtes Porträt der Künstlerin von Carl Christian Vogel von Vogelstein befindet sich im Kupferstich-Kabinett der Staatlichen Kunstsammlungen zu Dresden.

## Belege
1. ↑  Loqueyssie, Emilie von. In: Ulrich Thieme, Felix Becker (Hrsg.): Allgemeines Künstler-Lexikon. Leben und Werke der berühmtesten bildenden Künstler. Band 3, Lhérie-Quittry. Frankfurt 1898, S. 39 (digitale-sammlungen.de).
2. ↑  Kunstausstellung in Dresden, am Friedrichtage den 5ten März 1808. In: Journal des Luxus und der Moden. Nr. 23, Juli 1808, S. 415 (uni-jena.de).
3. ↑  Verzeichniß der am Friedrichstage den 5. März 1808 in der Königl. Sächsischen Akademie der Künste öffentlich ausgestellten Kunstwerke – Wikisource. Abgerufen am 5. Februar 2022.
4. ↑  Kunst-Ausstellung in Dresden am Friedrichstage, den 5ten März 1810. In: Journal des Luxus und der Moden. Nr. 25, Mai 1810, S. 350 (uni-jena.de).
5. ↑  Über die Kunstausstellung in Dresden, am Friedrichstage, den 5. März 1812. In: Journal des Luxus und der Moden. Nr. 27, Juli 1812, S. 361 (uni-jena.de).
6. ↑  Katalog der von der Kön. Akademie der bildenden Künste alljährlich veranstalteten Kunst-Ausstellung in Dresden 1864 – Wikisource. Abgerufen am 5. Februar 2022.
7. ↑  Emilie Lachaud de Loqueyssie (Dresden 1793–1863 Paris), after Raphael. Abgerufen am 5. Februar 2022 (englisch).
8. ↑  Gerald Vande Walle: Lachaud de Loqueyssie (1815–1874), un curieux archéologue à Namur. In: Cahiers de Sambre et Meuse. Nr. 4, 2017, S. 173–177.
9. ↑  Prospectus einer Erziehungsanstalt für Töchter in Dresden, unter der Leitung der Frau Loqueyssie. In: Allgemeine Schulzeitung. Nr. 126, 24. Oktober 1829, Sp. 1001–1007 (digizeitschriften.de).
10. ↑  Bildnis Loqueyssie, Emilie Lachaud de, geb. Hebenstreit (1793–1863), Malerin. Abgerufen am 5. Februar 2022.

| Personendaten    | Personendaten                                |
| ---------------- | -------------------------------------------- |
| NAME             | Loqueyssie, Emilie Lachaud de                |
| ALTERNATIVNAMEN  | Hebenstreit, Emilie Lachaud de (Geburtsname) |
| KURZBESCHREIBUNG | deutsche Künstlerin                          |
| GEBURTSDATUM     | 10. April 1793                               |
| GEBURTSORT       | Dresden                                      |
| STERBEDATUM      | 18. November 1863                            |
| STERBEORT        | Paris                                        |